# Pilz (Rapperin)
Pilz alias Mata Hari (* 1992; bürgerlich Jennifer Wobusa) ist eine deutsche Rapperin aus Lübeck. Sie steht beim Plattenlabel Wolfpack Entertainment unter Vertrag.

## Musikalischer Werdegang
Pilz nahm Anfang 2013 am Videobattleturnier (VBT) teil und erreichte so erste Aufmerksamkeit in der deutschen Hip-Hop-Szene.
Nach Gastauftritten bei Rap am Mittwoch kursierte das Gerücht, sie gehöre Baba Saads Independent-Label Halunkenbande an. Dieser veröffentlichte im November 2013 ihr Musikvideo Bildtitelseite und bezeichnete sie als „beste Rapperin in Deutschland“. Weiter begleitete Pilz den Rapper King Orgasmus One auf zwei seiner Deutschlandtouren in den Jahren 2013 und 2014. Für sein Solo-Album Krieg steuerte sie einen Gastpart bei. Im Song Es gibt kein Battle 4 sind neben Pilz auch Rapper wie JAW und Basstard vertreten.
Im April 2015 unterschrieb Pilz ihren Plattenvertrag bei D-Bos Musiklabel Wolfpack Entertainment. Anschließend veröffentlichte sie als 23-Jährige im Juni 2015 ihr Debütalbum Beef.
Im September 2016 folgte ihr zweites Album Kamikaze. Immer wieder greift sie weltpolitische Probleme auf, die sie mit Ironie in den Texten verpackt. Ihre Musik beschreibt sie selbst als Battle-Rap.
Im April 2017 erhielt Pilz nach einem gewonnenen Rap-Battle gegen den amtierenden Champion der DLTLLY Liga Nedal Nib Morddrohungen. Pilz hatte bei dem Auftritt auf ironische Art ein Kopftuch getragen und Nedal Nib gefragt, ob sie seine „muslimische Frau“ sein dürfe und er sie „in der Moschee auf dem Gebetsteppich ficke“.  Laut eigenen Aussagen wollte sie damit die Frauenfeindlichkeit des Rappers thematisieren.
Im Mai 2018 veröffentlichte sie ihr drittes Studioalbum Tod/Geburt. Musikalische Unterstützung erhielt sie auf diesem Tonträger von Beka, Lumaraa und ÉSMaticx.
Im Januar 2019 war die Rapperin neben Ice-T und K.I.Z als Gast auf dem Album Hartgeld im Club von Callejon vertreten. Anschließend begleitete sie die Metalcore-Band auf ihrer Deutschlandtournee als Special-Guest.
Im Jahr 2021 steuerte Pilz einen Song zum Soundtrack des Kinofilms Fuchs im Bau bei, welcher im selbigen Jahr die Diagonale in Österreich eröffnete und mehrfach ausgezeichnet wurde.
Im Jahr 2022 veröffentlichte die Rapperin ihr viertes Studioalbum namens Strassenköter.
Im Jahr 2024 veröffentlichte Pilz ihr fünftes Studioalbum namens Gift & Galle. Dabei ist diese LP erstmalig in der Diskografie der Künstlerin auf Vinyl erschienen.
Im August 2024 feierte der dokumentarische Kinofilm ANTIFA Weltpremiere. Pilz ist mit ihrer Musik Teil des Soundtracks.

## Politischer Aktivismus
Am Wochenende 21./22. Mai 2016 klebte Pilz in der Stadt Lübeck hunderte Plakate an Hauswände, Stromkästen, Mülleimer und Anschlagsäulen, die sich gegen die AfD richteten. Sie zeigten die AfD-Politikerin Beatrix von Storch mit einem Hitlerbart und waren mit dem Schriftzug „Mut zur Wahrheit. Hitler kommt aus Lübeck“ versehen.
Am 8. Juli 2017 trat sie bei der größten G20-Demonstration in Hamburg auf dem Spielbudenplatz der Reeperbahn auf.
Am 30. November 2019 trat Pilz in Braunschweig unter anderem neben Bosse während einer Großdemonstration mit über 20.000 Teilnehmenden auf. Organisiert wurde diese Demonstration vom Bündnis gegen Rechts und fand anlässlich des damaligen Bundesparteitages der AfD statt.
Am 13. Dezember 2019 veröffentlichte Pilz gemeinsam mit der Menschenrechtsaktivistin Irmela Mensah-Schramm ein Dokumentationsvideo. Darin ist zu sehen, wie sie rechte, verfassungswidrige Schmierereien und Sticker übermalen bzw. entfernen. Auch wird Briefverkehr mit der Stadtverwaltung der Hansestadt Lübeck veröffentlicht, was ein träges Verhalten der Stadtverwaltung belegen sollte. Der Dokumentation zufolge wurden verfassungswidrige Schmierereien laut einer ersten Meldung nach sechs Wochen nur teilweise entfernt, weshalb die Rapperin sich dafür entschied, die Schmierereien mit Irmela Mensah-Schramm unkenntlich zu machen. Unterstützt wurde diese Aktion von der Partei Die Urbane. Eine Hip Hop Partei.

## Privatleben
Pilz war bis 2015 beruflich im öffentlichen Dienst tätig. Sie lebt und ernährt sich vegan.

## Diskografie
| Jahr | Album         | Label                                    |  |
| ---- | ------------- | ---------------------------------------- |  |
| 2024 | Gift & Galle  | Pilz / iGroove                           |  |
| 2022 | Strassenköter | Pilz / iGroove                           |  |
| 2018 | Tod/Geburt    | Wolfpack Entertainment                   |  |
| 2016 | Kamikaze      | Wolfpack Entertainment / Universal Music |  |
| 2015 | Beef          | Wolfpack Entertainment                   |  |

| Jahr | Mixtape / EP                                 | Label                  |
| ---- | -------------------------------------------- | ---------------------- |
| 2025 | AFA RAVE RAP EP (feat. The Belgian Stallion) | Pilz / iGroove         |
| 2020 | Fegefeuer EP                                 | Wolfpack Entertainment |
| 2017 | HACK Mixtape                                 | Wolfpack Entertainment |

| Jahr | Single                            | Label                                    |
| ---- | --------------------------------- | ---------------------------------------- |
| 2024 | Nicht allein                      | Pilz / iGroove                           |
| 2024 | SOS (feat. Anouar)                | Pilz / iGroove                           |
| 2024 | Alerta                            | Pilz / iGroove                           |
| 2024 | Gift & Galle                      | Pilz / iGroove                           |
| 2022 | OMG (feat. Salò)                  | Pilz / iGroove                           |
| 2021 | Komm mit                          | Pilz / iGroove                           |
| 2021 | 161                               | Pilz / iGroove                           |
| 2021 | Swipe Up                          | Pilz / iGroove                           |
| 2020 | Gib mal was ab                    | Pilz / iGroove                           |
| 2020 | Flaschen hoch                     | Pilz / iGroove                           |
| 2020 | Verbrannte Erde                   | Pilz / iGroove                           |
| 2020 | Rosarote Skimasken (gspnst Remix) | Wolfpack Entertainment                   |
| 2018 | Alles kein Problem                | Wolfpack Entertainment                   |
| 2018 | Mata Hari                         | Wolfpack Entertainment                   |
| 2018 | RIP                               | Wolfpack Entertainment                   |
| 2017 | Fuck Jiggy Rap                    | Wolfpack Entertainment / Universal Music |
| 2017 | Konfetti (feat. Marcus Staiger)   | Wolfpack Entertainment / Universal Music |
| 2015 | Nie wieder Tipico                 | Wolfpack Entertainment                   |
| 2015 | Gert Postel                       | Wolfpack Entertainment                   |
| 2015 | WACK MC=X                         | Wolfpack Entertainment                   |

Gastparts
- 2022: Für Vandalismus (Rapper) auf EsoPunkRap[55]
- 2019: Für Callejon auf Hartgeld im Club[56]
- 2015: Für Punch Arogunz auf So lässig
- 2015: Für MOH auf Zu viele Bitches[57]
- 2013: Für King Orgasmus One auf Es gibt kein Battle 4[58]